# 一年生辣椒
一年生辣椒，即普通辣椒，是一种原产于美洲中部的辣椒属植物物种。该物种是辣椒属五个栽培种之中，被最为广泛种植的辣椒物种。1900萬年前，番茄和辣椒有共同的祖先，後馴化栽培成為全球性最大宗也最廣泛的經濟種。

## 特性

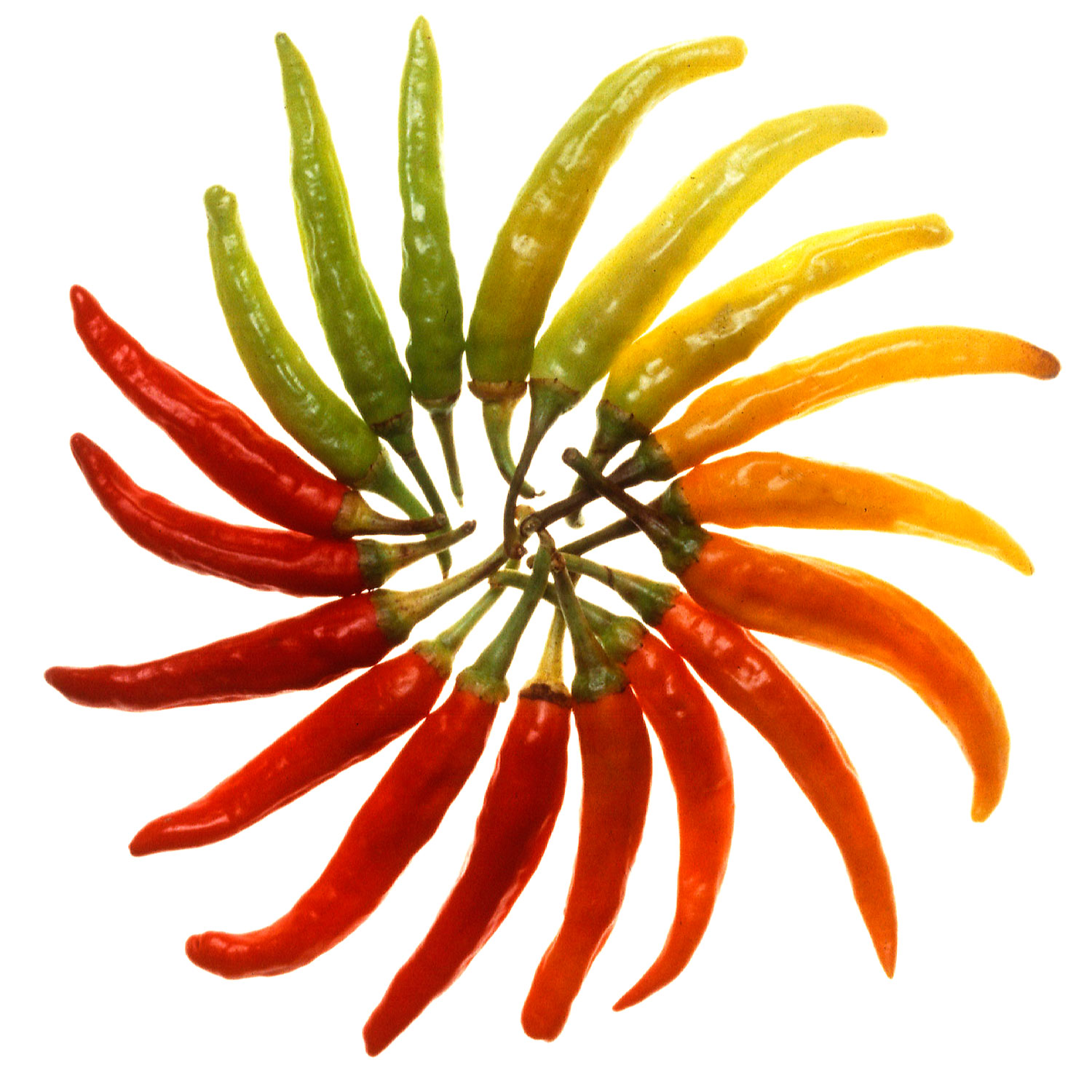
各色辣椒

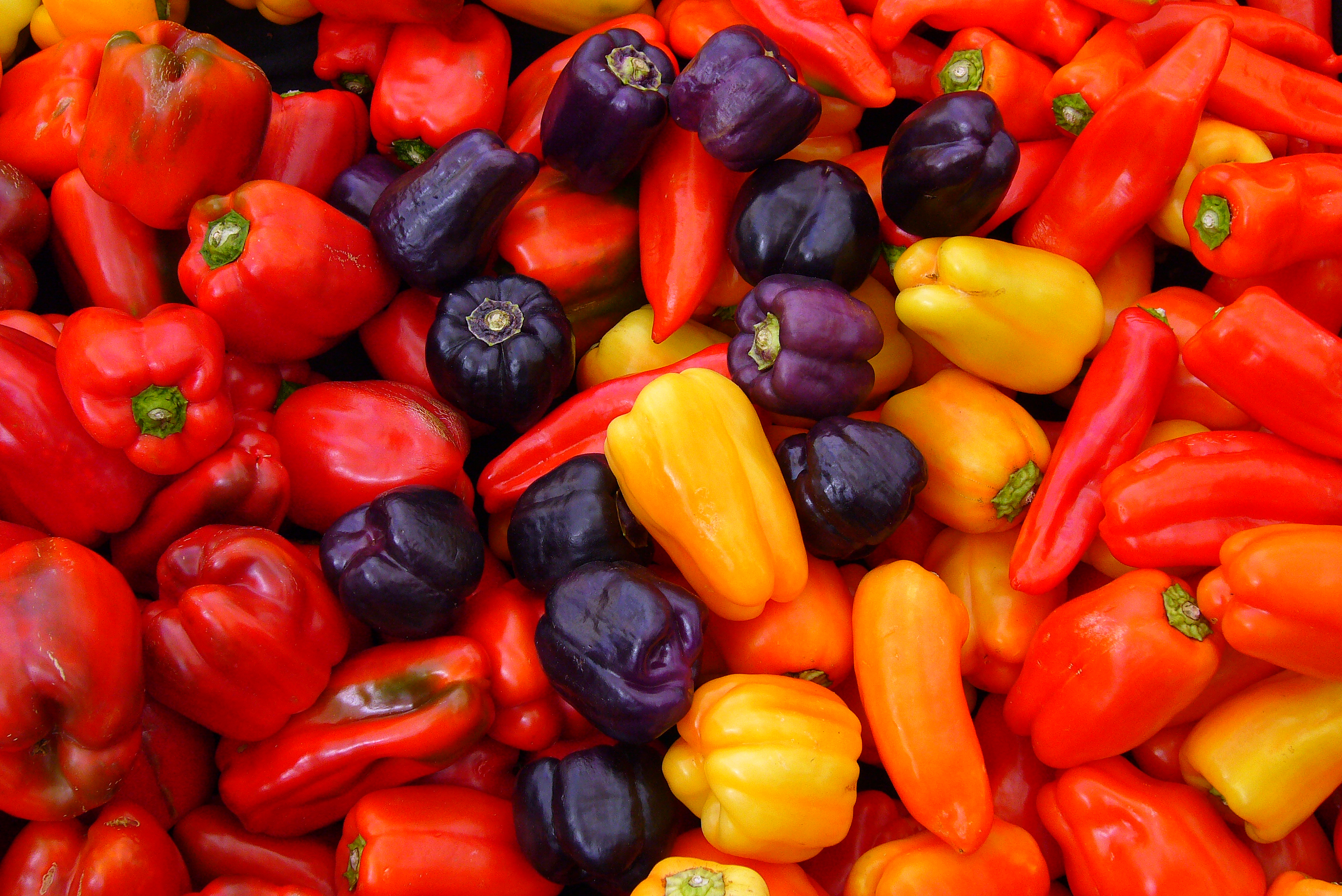
不同種類的辣椒

原产于中美洲和南美洲的辣椒是一种具有刺激性的作物，食用时会作用于人的口腔、食道等器官。但辣味并不是通过味蕾感受到的一种味道，而是辣椒素刺激了三叉神经，三叉神经将信号传到大脑后，经过分析后得出的热觉与痛觉的混合物。
部分人群痴迷于辣椒的原因是，当辣刺激到了疼痛介质，大脑以为有痛苦袭来，会释放止痛物质内啡肽，随着内啡肽水平的提高，人们就会产生痛快、愉悦的感受。
辣椒屬為一年或多年生草本植物。单叶互生，叶片卵圆形。花萼杯状，花白色。果实通常成圆锥形或长圆形，向有朝天或向下之分；未成熟时呈绿色，成熟后变成絳色、鲜红色、黄色、紫色和红色，以红色最为常见。种子為肾形、淡黄色，胚珠弯曲。辣椒的辣味源自辣椒素，研究顯示辣椒素主要來自辣椒內白色的辣囊，刮掉就沒那麼辣了。很多人以為辣椒籽最辣，刮掉就不辣了，但其實是因為刮掉籽的同時往往也把囊刮掉，所以以為沒有籽便不辣。作為佐料能增进食欲。
红辣椒含有丰富的维生素C和胡萝卜素（维生素A前体）。但在黄色辣椒和尤其是绿色辣椒（基本为未成熟果实）中这两种维生素含量则相对显著偏低。此外，辣椒还富含多种的维生素B（尤其是维生素B6），以及钾，镁和铁等人体所必需微量元素。辣椒中高含量的维生素C还有助于食物——比如豆类和谷物——中非血红素源的铁元素的吸收。

## 辣度單位最高記錄
並非所有的辣椒屬植物都產生辣痛覺，例如青椒、甜椒就不會。
辣椒的辣度由史高維爾指標（Scoville scale，簡稱SHU）衡量，一般烹調用的墨西哥辣椒（jalapeno pepper），辣度只為2500至8000SHU；而最辣的Tabasco辣椒醬辣度為3萬SHU。
2007年，印度的「斷魂椒」（Naga Jolokia）達到1,041,427SHU，被認為是當時世界上最辣的辣椒，並收錄於金氏世界紀錄。
2010年另外一種辣椒「娜迦毒蛇」（Naga Viper pepper）以1,382,118SHU超過斷魂椒，收錄於當時金氏世界紀錄。
2011年4月，據澳洲EML Chemical公司的檢測資料，最新培植成熟只有2.5厘米長的鮮紅千里達蠍子壯漢T辣椒（Trinidad Scorpion Butch T），辣度達到了1,463,700 SHU，更勝前述「娜迦毒蛇辣椒」。
2012年11月，據溫斯洛普大學（Winthrop University）在南卡羅來納州認定，來自美國南卡羅來納州名為柯里的男子（Ed Currie）的卡羅萊納死神辣椒（Carolina Reaper）是全球最強辣椒。辣程度約156萬SHU，更勝千里達蠍子壯漢T辣椒（Trinidad Scorpion Butch T）的146萬SHU，卡羅萊納死神辣椒成為至今地表上最辣的辣椒。。
2017年，龍之氣息（英語：Dragon's Breath），此辣椒由麥克‧史密斯所栽種，史密斯為登比郡聖亞薩鎭人。據本人表示原本只是栽培新品種辣椒欲參加花卉大展，卻意外打破辣椒的最辣紀錄，是目前世界最辣的辣椒品種，其史高維爾指標約248萬SHU。此品種起源於英格蘭威爾斯登比郡聖亞薩鎮，並由當地的諾丁漢特倫特大學參與開發過程。龍之氣息辣椒已被測得高達248萬SHU的辣度，超越卡羅萊納死神椒的220萬SHU，成為目前世界上已知最辣的辣椒。惟金氏世界紀錄仍認證卡羅萊納死神為最辣辣椒。幾個月之後被Ed Currie的Pepper X以318萬SHU超過，但同樣未經金氏世界紀錄證實。

## 人类使用历史

### 原產地栽培
所有品種的辣椒均源自北美洲南部至南美洲北部的熱帶地区，亦即墨西哥至秘鲁一帶。生活在美洲的古印第安人在不同地域培植了这种作物，於公元前7500年已用作烹調食品，也作為藥用植物。厄瓜多爾出土的一系列考古證據指出美洲人在公元前6000年已懂得種植辣椒，其耕作範圍遍及南北美洲的熱帶及亞熱帶地區，從秘魯到墨西哥皆留有古人培植辣椒的資料。

### 傳入歐洲
辣椒屬於來自新大陸的作物，雖然歐洲曾有學者提出古羅馬人已有本土辣椒出品，如古羅馬詩人Martialis形容的一種帶核的「生椒」（Pipervee crudum），但學術界仍公認辣椒並不適合在歐洲的自然環境生長。直至15世纪末，西班牙航海家哥伦布到达美洲，在加勒比海發現辣椒。1493年，哥倫布第二次橫渡大西洋到美洲時，船上的醫生Diego Álvarez Chanca首次從墨西哥把辣椒帶到西班牙，並在1494年論述辣椒的藥用效果。西班牙人在伊比利亞半島栽培成功，西班牙亦將墨西哥收歸為其殖民地。由於當時奧斯曼帝國阻斷了歐洲往來亞洲的香料貿易，辣椒成功在歐洲種植後，成為胡椒的代替品。辣椒之後隨歐洲殖民者传播到非洲、大洋洲及亞洲。

### 傳入東亞
明代前，中國传统的辛香料主要有薑、花椒、茱萸和胡椒等，尤以花椒為主，沒有辣椒。史料記載，辣椒是在明代末期，由海路從美洲的秘魯、墨西哥透過西班牙商人經南洋群島，當時是西班牙殖民地的菲律賓，再傳入中國。初見於明末姚可成之《食物本草》，主要作為藥物使用，自菲律賓呂宋或荷西台灣傳入福建月港後稱為番仔薑（閩南語），再直接或間接由葡萄牙傳教士傳入日本，稱為唐辛子，同樣作為藥物使用，用來內服怯寒暖脾胃或外擦防凍，《农政全书》《通雅》等明代著作亦稱為番椒，最早稱為辣椒的記載，則見於明代湯顯祖的《牡丹亭》（1598年）。并且辣椒最早亦作为观赏植物，放进菜肴中的时间較晚，於清康熙《廣群芳譜》列入蔬譜，在清雍正朱彝尊《食憲鴻祕》與川椒、花椒同列香之屬。明代高濂《遵生八箋》（1591年初刊）開始有番椒的記載：「番椒，叢生白花，子儼禿筆頭，味辣色紅，甚可觀。子種。」明王象晉《二如亭群芳譜》所載與《遵生八箋》雷同。清康熙年間著作《花鏡》與《廣群芳譜》亦與《遵生八箋》相似。康熙六十年（1721年）贵州省方志《思州府志》最早记载辣椒用于食用：「海椒，俗名辣火，土苗用以代盐。」
今辣椒在中國各地普遍有栽培，是中國境內最晚傳入卻用量最大而廣泛的香辛料。
16世紀至17世紀辣椒傳入朝鮮半島，朝鮮半島的民眾就利用辣椒醃製食品，逐漸成為各款朝鮮泡菜必備的主要配料。

### 藥用用途
與辣椒傷胃的普遍認知相反，辣椒并不會增加胃酸分泌。食用辣椒反而能降低罹患胃潰瘍的概率。
對比不食辣椒者，食用辣椒的人患癌症、心血管疾病的風險更低。
辣椒中的辣椒素局部使用可減輕疼痛，還可預防糖尿病。
辣椒與山梗菜屬的植物並用，可以改善神經過敏。
中醫認爲食用辣椒能祛濕避寒，有助於關節炎和風濕症，但尚無研究可證實。

## 以辣椒為调料的食品
辣椒酱和辣椒油是典型的用辣椒製作的調味料或佐料。

### 中國菜

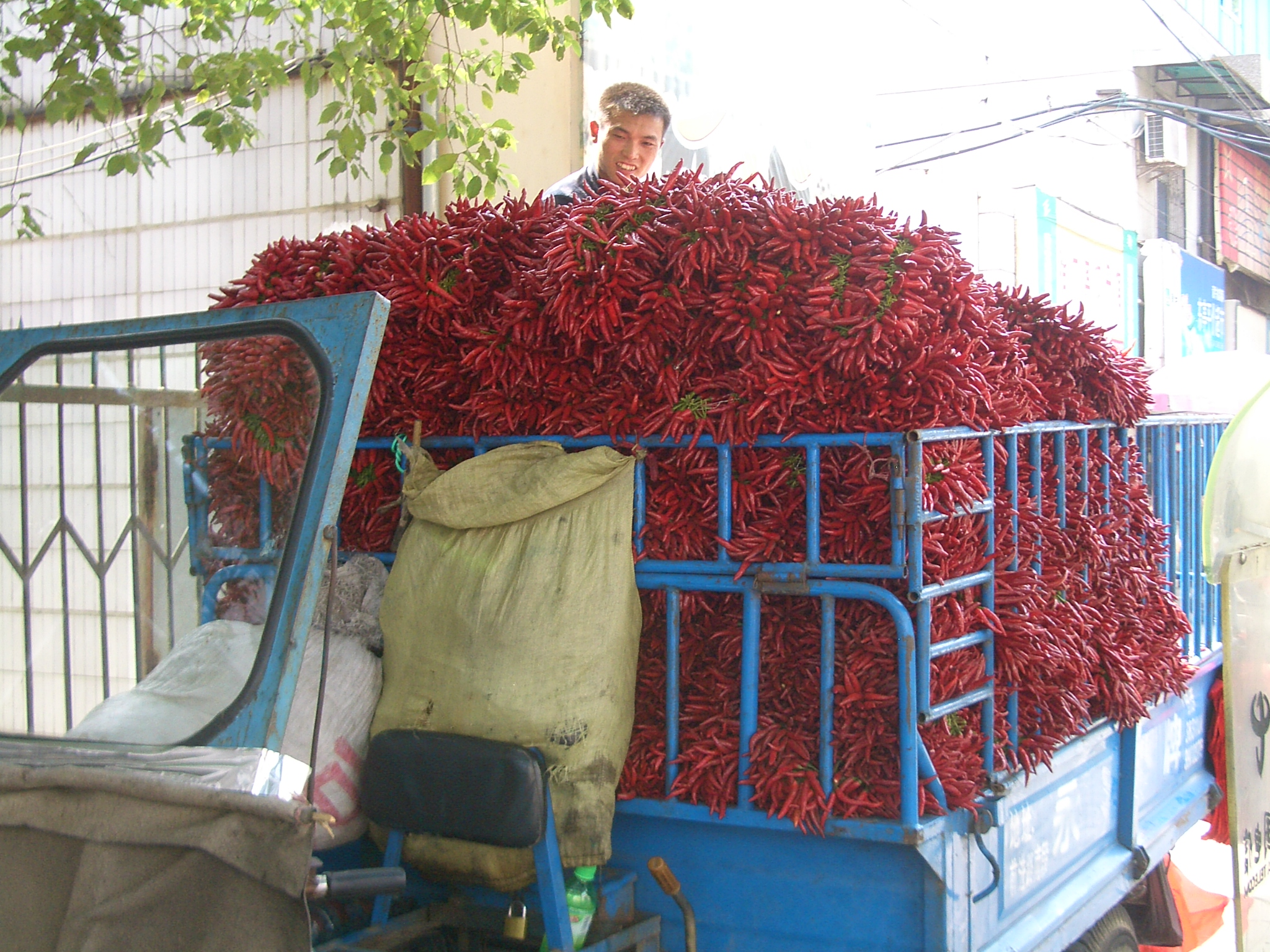
湖北武漢一輛運載辣椒的卡車

- 川菜：四川话多称辣椒为海椒（因其从海外传入中国），广泛用於各類川菜菜式作調味料，包括麻婆豆腐、宫保鸡丁、水煮魚、麻辣火鍋等。
- 湘菜：湖南人注重鲜辣，在冬季时则食用干辣椒。而以泡椒、剁辣椒作为菜肴的辅佐则是湘菜下的一个独特小分支。此外还有辣酱和晒制的白辣椒。
- 赣菜
- 陕西菜：陕西面食如臊子面、油泼面中也经常加入以热油泼过的辣椒面（这里“面”为粉末之意，也即辣椒粉，当地辣椒品种称为“秦椒”，因此也称为“秦椒面”），即油泼辣子。

### 日本菜
日本菜以清淡為主，較少直接用辣椒入菜，多是製成調味料或佐料，在用餐時沾附使用，著名的有：七味唐辛子、柚子胡椒等。赤富士鍋是火鍋的一種，加入多種大量的辣椒。

### 韓國菜
韓國菜中會使用辣椒醬、辣椒油、辣椒粉來當調味料來料理食材，製作出如：韓國年糕、韓式涼麵等菜式，另外還有传承于中国的朝鮮族的特色醃漬食物泡菜，辣椒是主要的調味料之一。

### 台灣菜
台菜會用辣椒提味或是用於沾醬，但較少以辣椒為主之菜色。使用辣椒为主要调味的名菜有：五更肠旺等，另外有花莲名产剥皮辣椒，是用酱油、糖、盐等来腌渍经油炸过的辣椒。

## 圖片

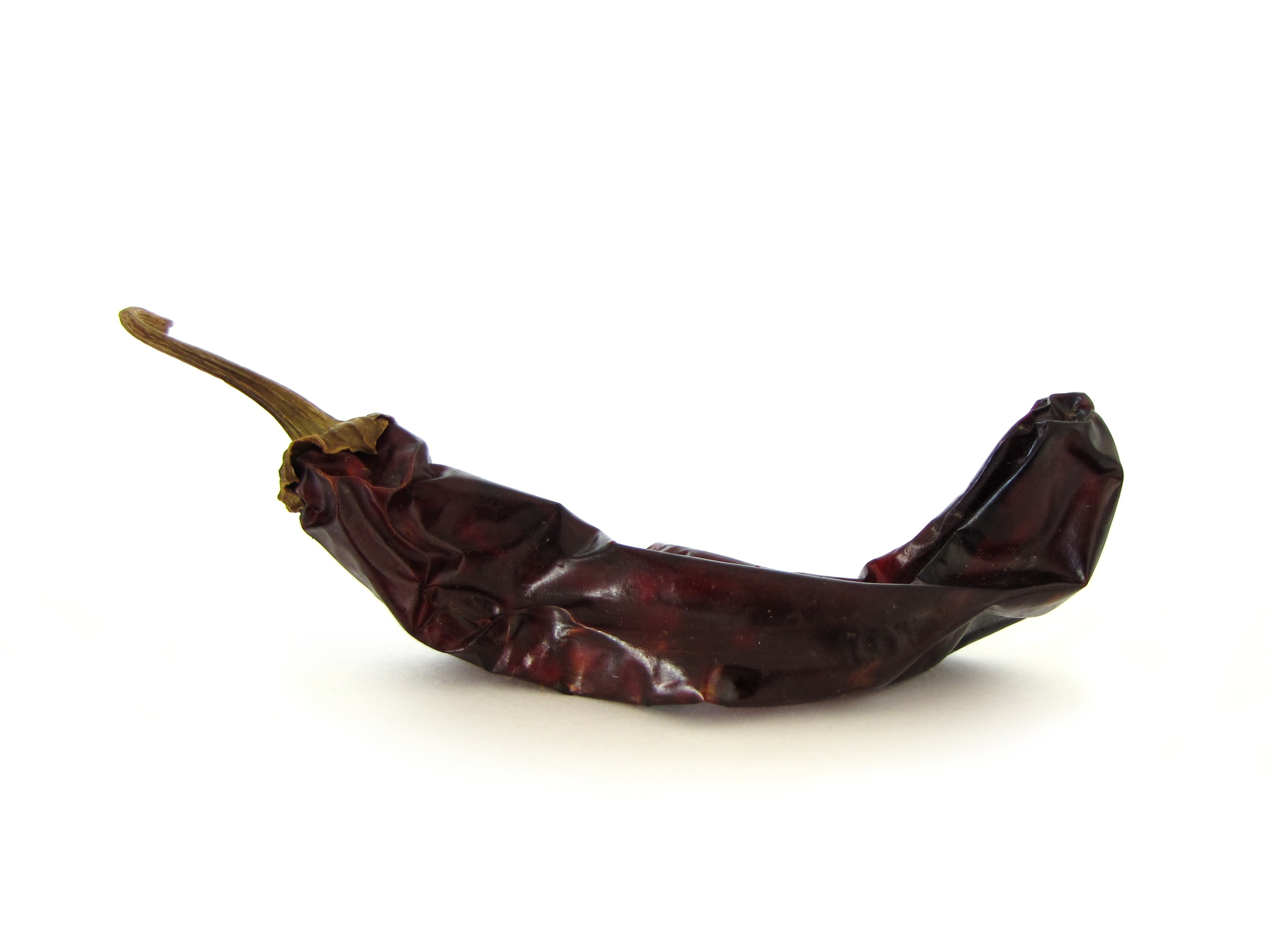
辣椒乾莢
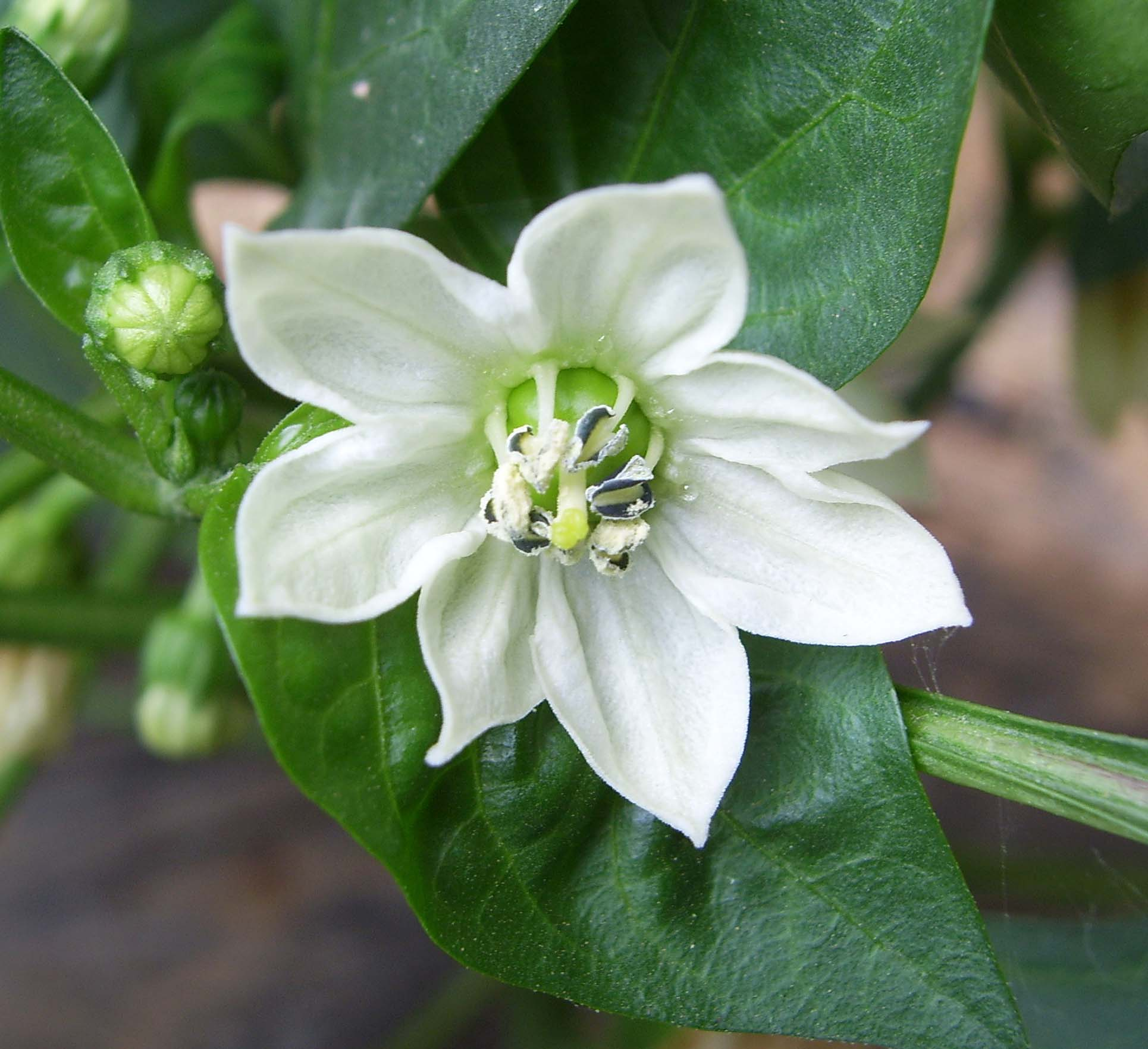
辣椒花
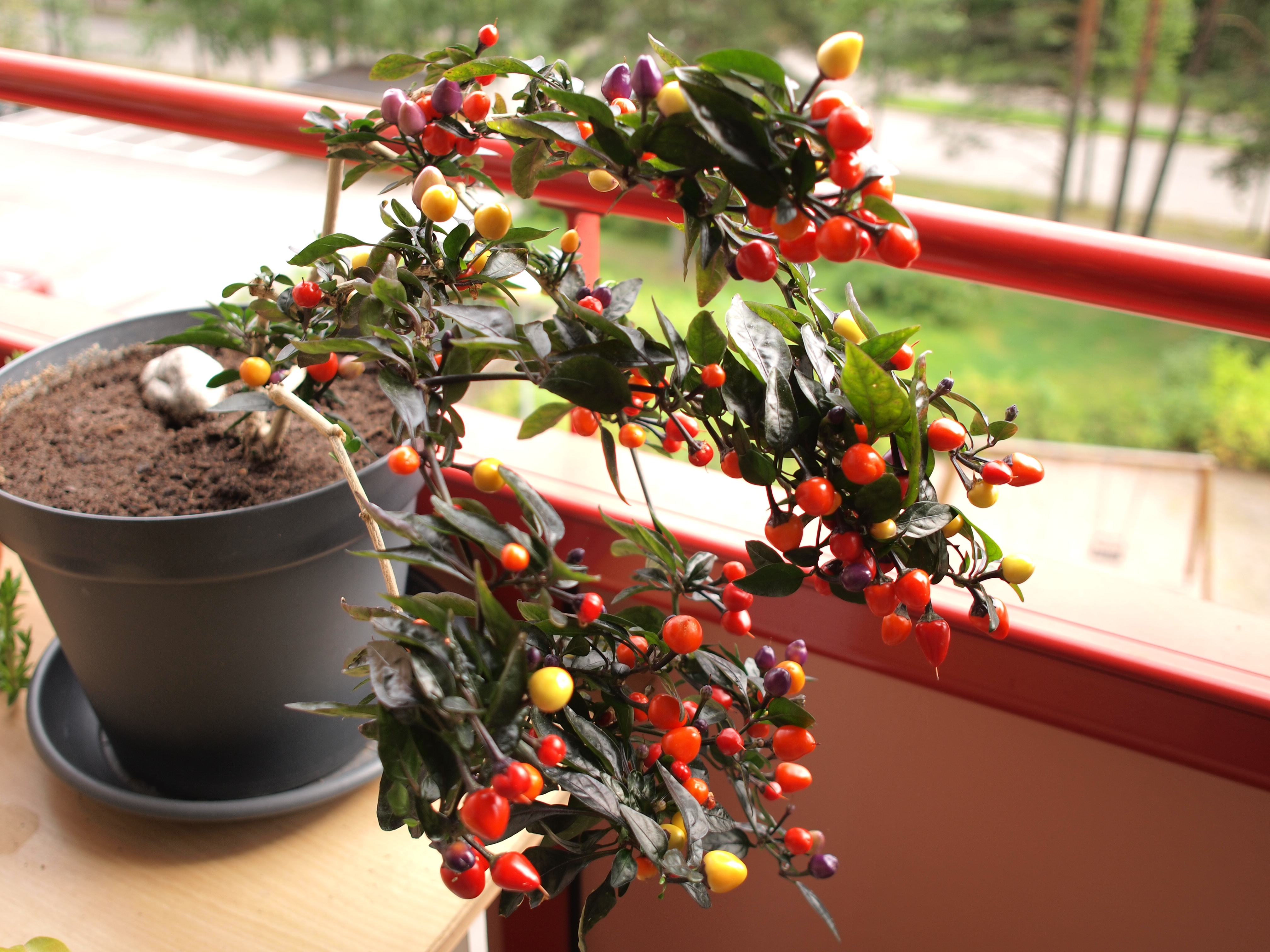
玻利維亞彩虹椒，其果實成熟的不同階段。
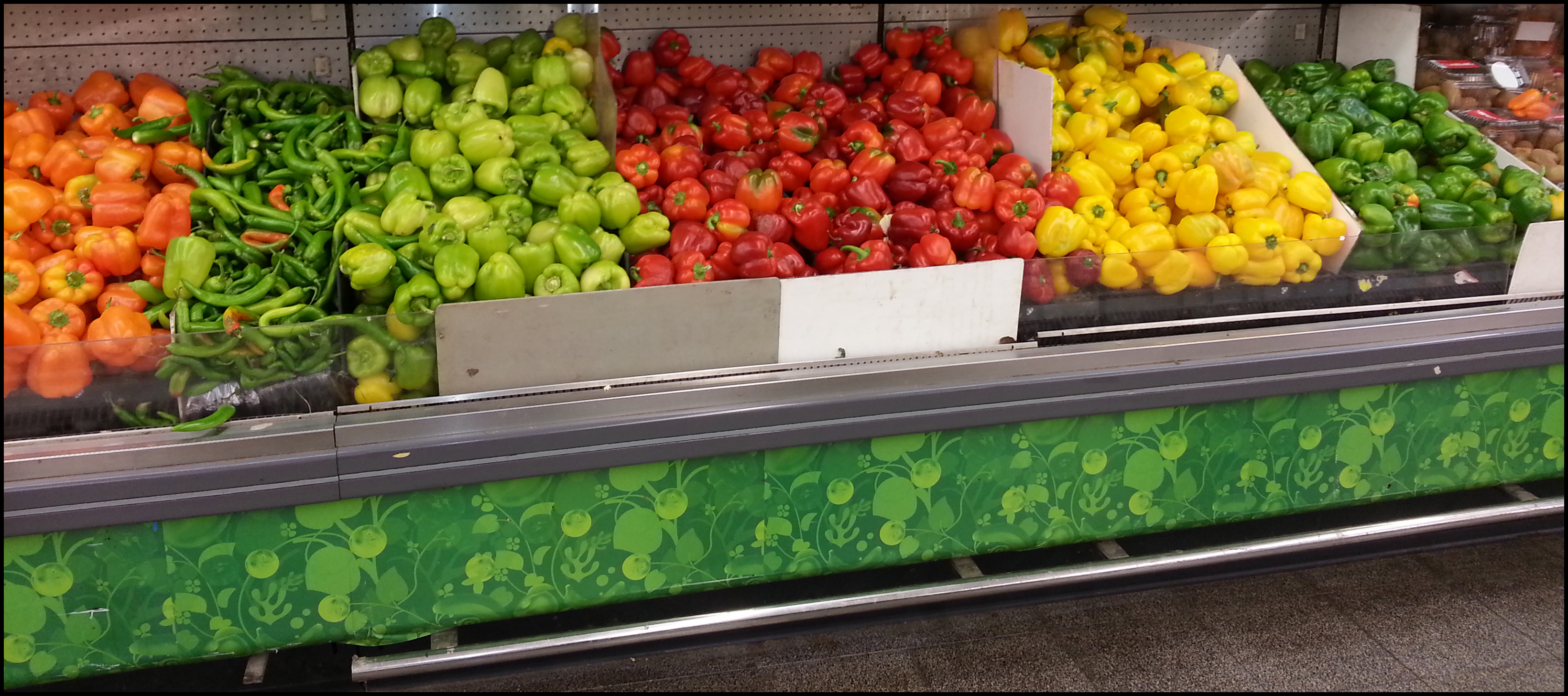
在以色列超市五種顏色的辣椒
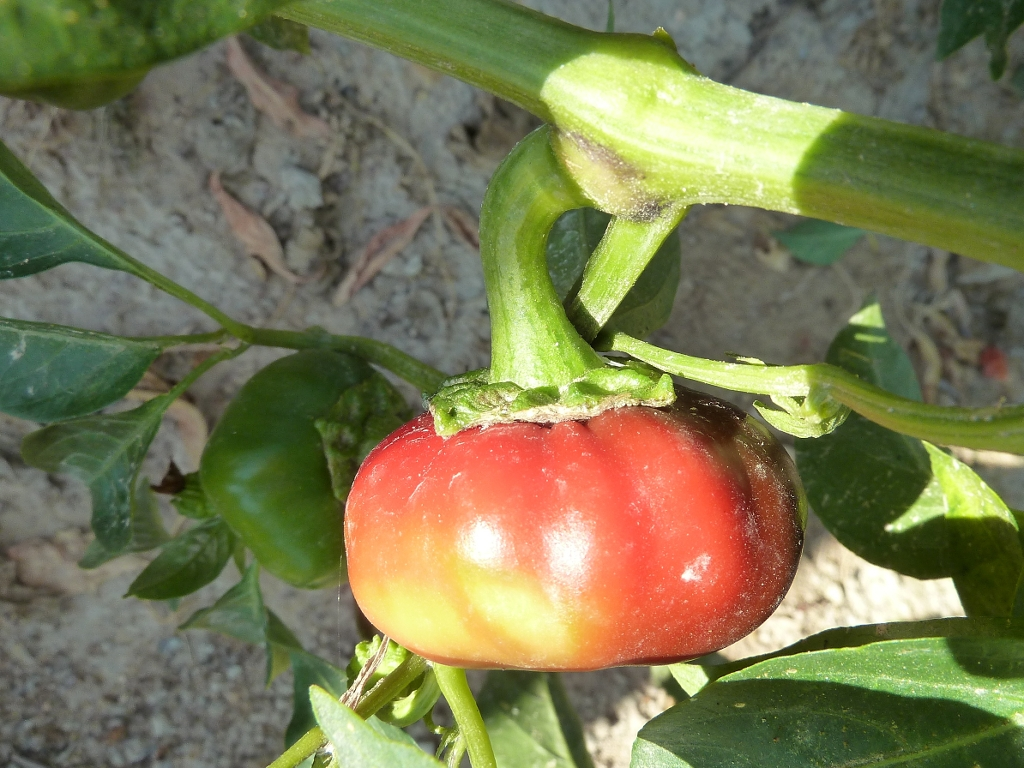
變種辣椒。
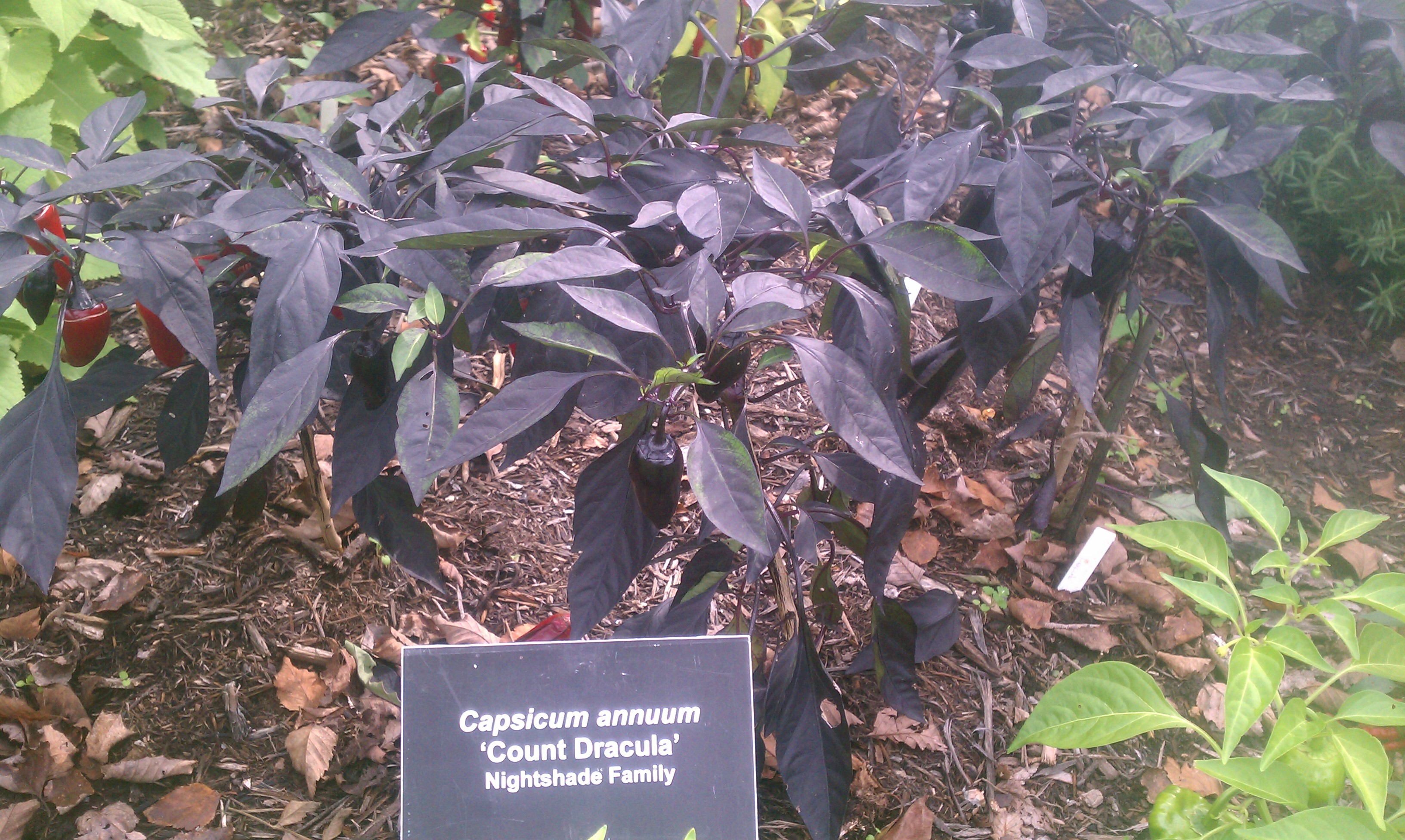
德古拉伯爵椒
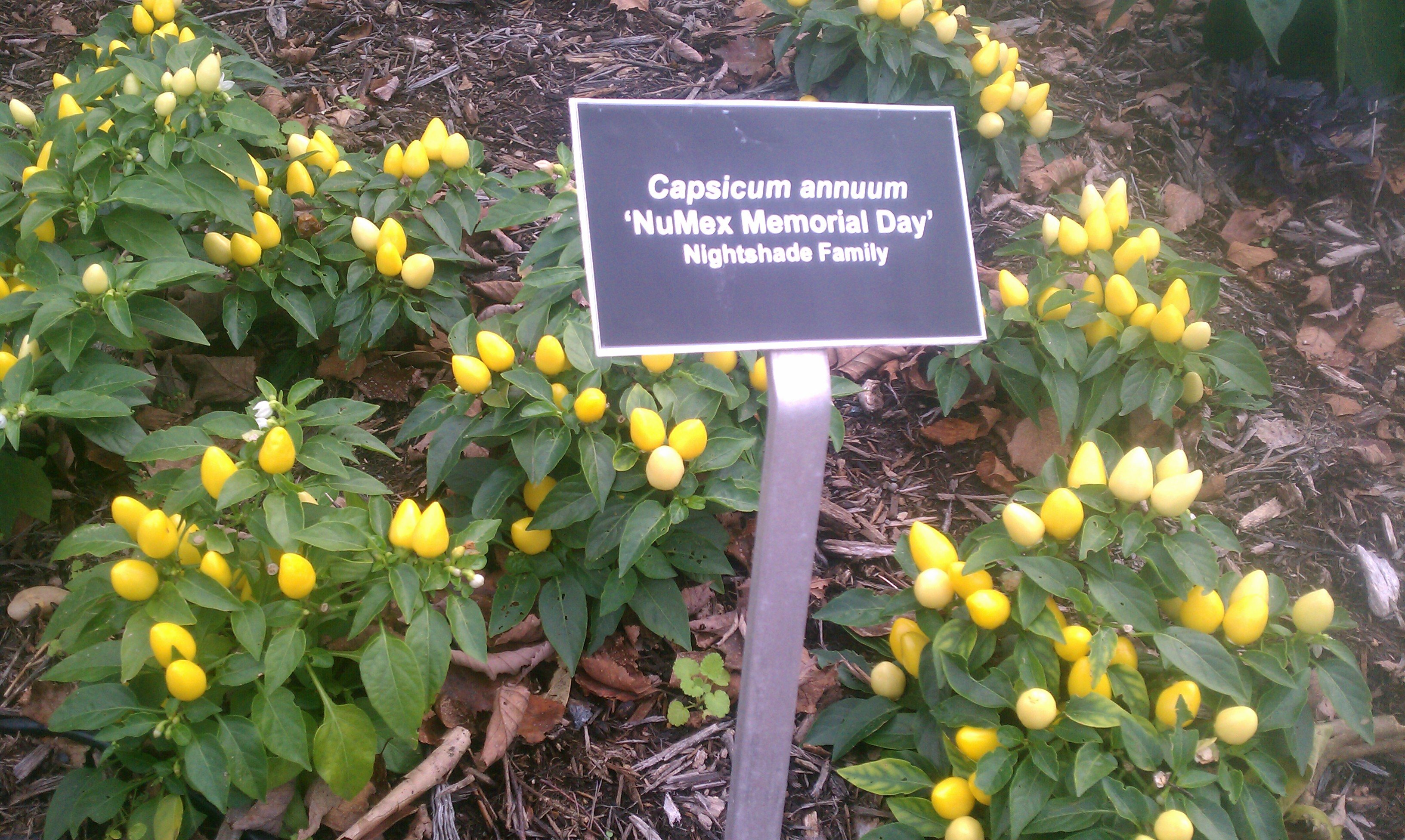
陣亡將士紀念日朝天椒
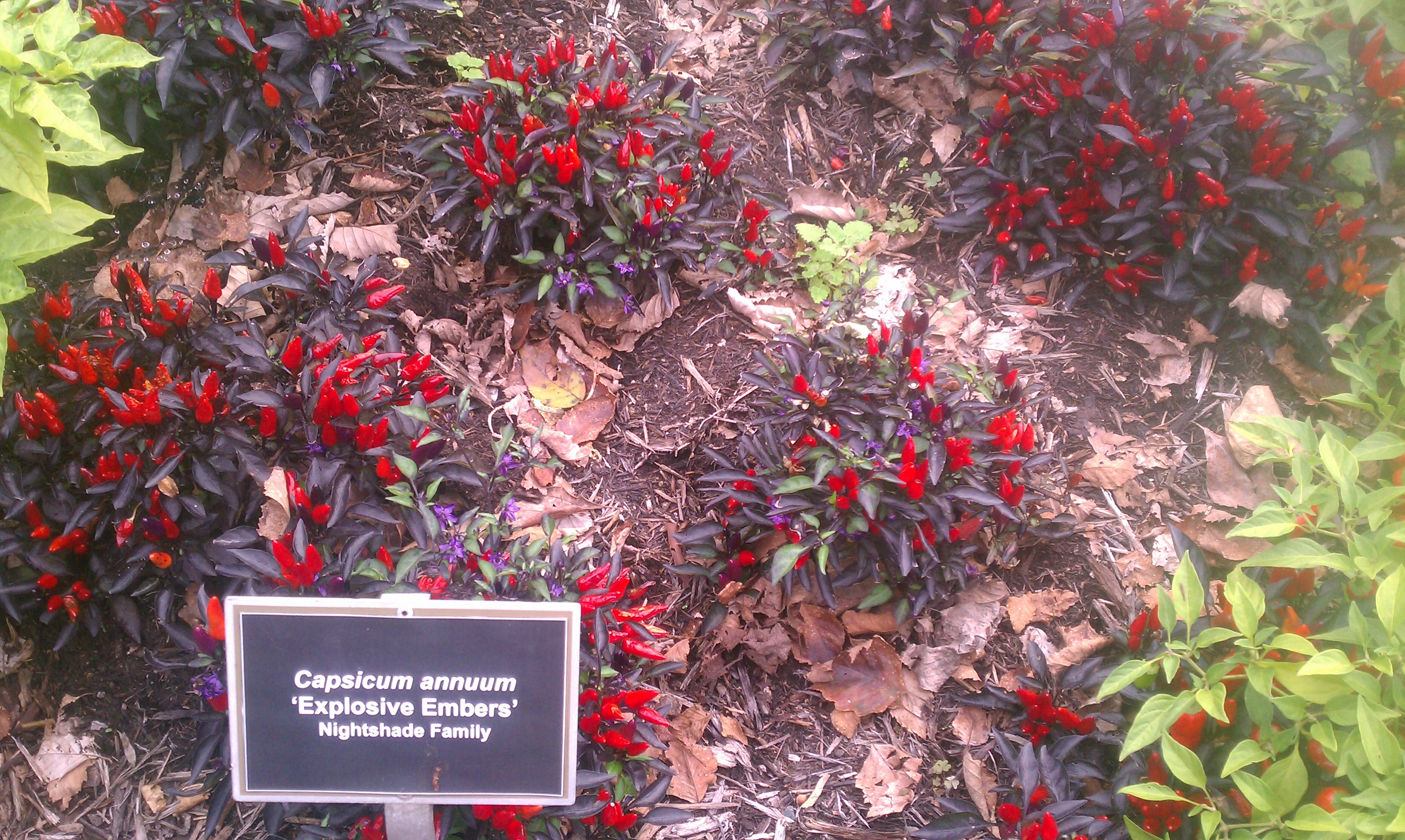
炸藥餘燼椒

## 延伸阅读
[在维基数据编辑]
 《植物名實圖考·辣椒》，出自吳其濬《植物名實圖考》